# Monochelus simplicipes
Monochelus simplicipes är en skalbaggsart som beskrevs av Louis Albert Péringuey 1902. Monochelus simplicipes ingår i släktet Monochelus och familjen Melolonthidae. Inga underarter finns listade i Catalogue of Life.